# Diploglossus montisilvestris
Diploglossus montisilvestris là một loài thằn lằn trong họ Anguidae. Loài này được Myers mô tả khoa học đầu tiên năm 1973.